# آندری موسیسیان
آندری موسیسیان (ارمنی: Անդրեյ Մովսիսյան؛ زادهٔ ۲۷ اکتبر ۱۹۷۵) یک بازیکن فوتبال در پست مهاجم اهل ارمنستان است.

## باشگاهی
از باشگاه‌هایی که در آن بازی کرده‌است می‌توان به اسپارتاک-۲ مسکو، اسپارتاک مسکو، لوچ-انرگیا ولادی‌وستوک، مسکو، آوانگارد پودولسک، ساترن رامنسکویه، اسپورتاکادمکلاب مسکو و زسکا مسکو اشاره کرد.

## تیم ملی
وی همچنین در تیم ملی فوتبال ارمنستان بازی کرده‌است. موسیسیان نخستین بازی ملی خود را که یک بازی دوستانه بود در تاریخ ۳ ژوئن ۲۰۰۰ در Taras Bezubyak در مقابل لیتوانی انجام داده‌است.
| تیم ملی فوتبال ارمنستان | تیم ملی فوتبال ارمنستان | تیم ملی فوتبال ارمنستان |
| سال                     | حضورها                  | گل‌ها                    |
| ----------------------- | ----------------------- | ----------------------- |
| ۲۰۰۰                    | ۴                       | ۱                       |
| ۲۰۰۱                    | ۴                       | ۱                       |
| ۲۰۰۲                    | ۲                       | ۰                       |
| ۲۰۰۳                    | ۳                       | ۰                       |
| ۲۰۰۴                    | ۴                       | ۰                       |
| ۲۰۰۵                    | ۱                       | ۰                       |
| مجموع                   | ۱۸                      | ۲                       |

Statistics accurate as of match played 13 November 2016

### گل‌های بین‌المللی
تا تاریخ ۹ نوامبر ۲۰۱۶
| #  | تاریخ        | ورزشگاه                                          | حریف    | گلزده | نتیجه | رقابت                                       | منبع |
| -- | ------------ | ------------------------------------------------ | ------- | ----- | ----- | ------------------------------------------- | ---- |
| ۱. | ۳ ژوئن ۲۰۰۰  | لیتوانی                                          | لیتوانی | ۲–۱   | ۲–۱   | بازی دوستانه                                |      |
| ۲. | ۲۴ مارس ۲۰۰۱ | ورزشگاه جمهوریت وازگن سارگسیان، ایروان، ارمنستان | ولز     | ۲–۲   | ۲–۲   | مرحله مقدماتی جام جهانی فوتبال ۲۰۰۲ (اروپا) |      |